# Christian Hermann Weisse
Christian Hermann Weisse, född den 10 augusti 1801 i Leipzig, död där den 19 september 1866, var en tysk teolog, filosof och estetiker: Han var son till Christian Ernst Weisse och sonson till Christian Felix Weisse.
Weisse, som var extra ordinarie professor i Leipzig 1828–37 och 1844–45, ordinarie professor 1845, utgick från Hegelska filosofin, men rönte även inflytande av Schellings filosofi under dennes sista period samt av Böhme och andra. 
Han utvecklade en kristlig, spekulativ teism och var den mest betydande bland denna riktnings dåtida representanter. Bland hans många lärjungar var Rudolf Seydel, och även Lotze erkände sig ha rönt inflytande av Weisse.
Weisse intresserade sig även för tillkomsten av de fyra evangelierna i Nya Testamentet. Han var den förste som (influerad av Schleiermacher) i skrift formulerade den senare nära nog allmänt accepterade tvåkällshypotesen. 
Weisse tillhörde jämte Karl Lachmann, Gottlob Christian Storr och Christian Gottlob Wilke de första förespråkarna för Markusprioriteten. Efter diskussioner med Heinrich Ewald antog han dock senare existensen av en Ur-Markus.